# 小坂伊吹
小坂 伊吹（こさか いぶき）は、日本の漫画家。
以前は「吉葉香与子」のPNで執筆していた。飛鳥時代・大正時代をはじめとした和風テイストの作品が多く、細部まで描き込まれた独自の作画が特徴。

## 略歴
- 『コミックフラッパー』（メディアファクトリー）2006年7月号誌上にて第13回フラッパー新人漫画大賞佳作受賞作『鏡の中の永遠』（吉葉香与子名義）掲載。
- 『コミックフラッパー』（メディアファクトリー）2006年11月号誌上にて『具幻絵師からくり奇譚』（吉葉香与子名義）掲載。
- 『コミックフラッパー』（メディアファクトリー）2007年3月号誌上にて続編『具幻絵師からくり奇譚〜怪盗ジゴマと成金男』（吉葉香与子名義）掲載。
- 『コミックフラッパー』（メディアファクトリー）2007年5月号誌上にて『OVER HAUL』（吉葉香与子名義）掲載。
- Yahoo!コミックのwebマガジン『コミックヒストリア』（メディアファクトリー）にて2009年11月から2010年12月まで『夕星の皇子、明星の天子』（小坂伊吹名義）連載。

## 趣味
- 大のミステリー・歴史好き。
- PNは吉葉香与子の他に香葉吉名義で活動していた事もある。[1]

## 作品リスト
『夕星の皇子、明星の天子』（単行本全2巻）